# K.u.k.
K.u.k. (acronimo di kaiserlich und königlich dal tedesco: imperiale e regio), nell'Impero austro-ungarico era il prefisso di tutti gli enti, istituti e unità militari che facevano capo all'amministrazione pubblica austro-ungarica dal 1867 al 1918.

## Storia
Il termine k.u.k. (che in tedesco si pronuncia /ˈkaːˈuntˈkaː/) venne introdotto nell'ambito della monarchia asburgica nel momento in cui l'imperatore d'Austria (individuato con tale titolo dal 1806) assunse la corona del Regno di Ungheria il 15 agosto 1867 a seguito dell'Ausgleich (compromesso), fondendo in unione personale i due regni danubiani. L'acronimo non fu però adottato contemporaneamente da tutti gli enti comuni dell'Impero. Ad esempio, l'esercito comune lo introdusse nell'ottobre 1889 su specifico ordine dell'imperatore Francesco Giuseppe. Il ministero della guerra lo adottò addirittura soltanto nel 1911 e si chiamò fino a quell'anno ministero imperiale della guerra (Reichskriegsministerium).
Spesso tale acronimo viene confuso con la sigla k.k. (acronimo di kaiserlich österreichisch, königlich böhmisch, tedesco per imperiale austriaco, reale boemo, resa nelle fonti italiane dell'epoca con i.r.), che si riferiva invece alle istituzioni della sola parte austriaca dell'impero.

## Nella cultura di massa
Ne L'uomo senza qualità, Robert Musil chiama scherzosamente "Cacania" l'impero in cui è ambientato il romanzo: ciò per l'associazione fonetica con la formula “imperiale e regia” nella forma abbreviata tedesca "K. und K.".